# Evropská silnice E134
Evropská silnice E134 (norsky Evropavei 134) je evropskou silnicí vedlejší sítě propojující evropské silnice 1. třídy E39, E18 a E6. Začíná v norské obci Karmøy a končí v norské obci Frogn. Celá trasa měří 454 kilometrů, přičemž vede pouze po norském území. Trasa prochází výškově členitým územím a je vedena mnoha tunely. Nejvýše položeným místem je s 1085 metry Haukeliský tunel (Haukelitunnelen), který byl otevřen v roce 1968 a umožnil zimní provoz. Dne 29. července 2000 byl otevřen králem Haraldem V. Oslofjordský tunel a oslofjordská spojka s nejhlubším místem 134 metry pod hladinou moře.

## Trasa
- Norsko
  - Karmøy – Haugesund – Aksdal () – Skjold – Vats – Ølen – Etne – Røldal – Haukeli () – Vinje – Seljord () – Gvammen – Notodden – Kongsberg – Hokksund – Drammen () – Drøbak – Vassum ().[1]

## Galerie

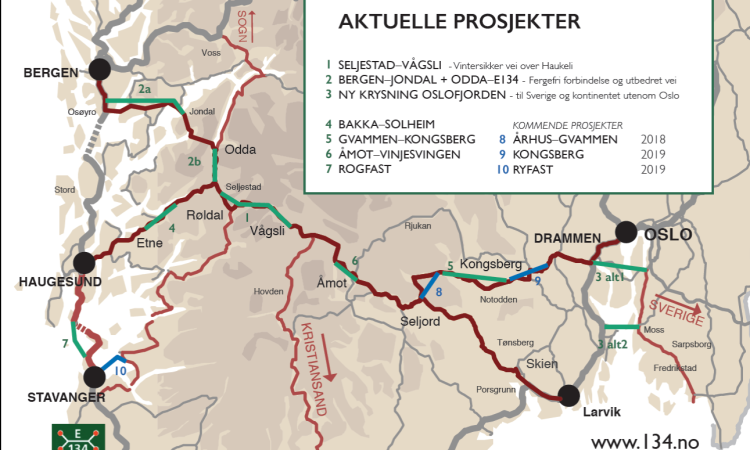
Plánované a realizované silniční cesty v jižním Norsku
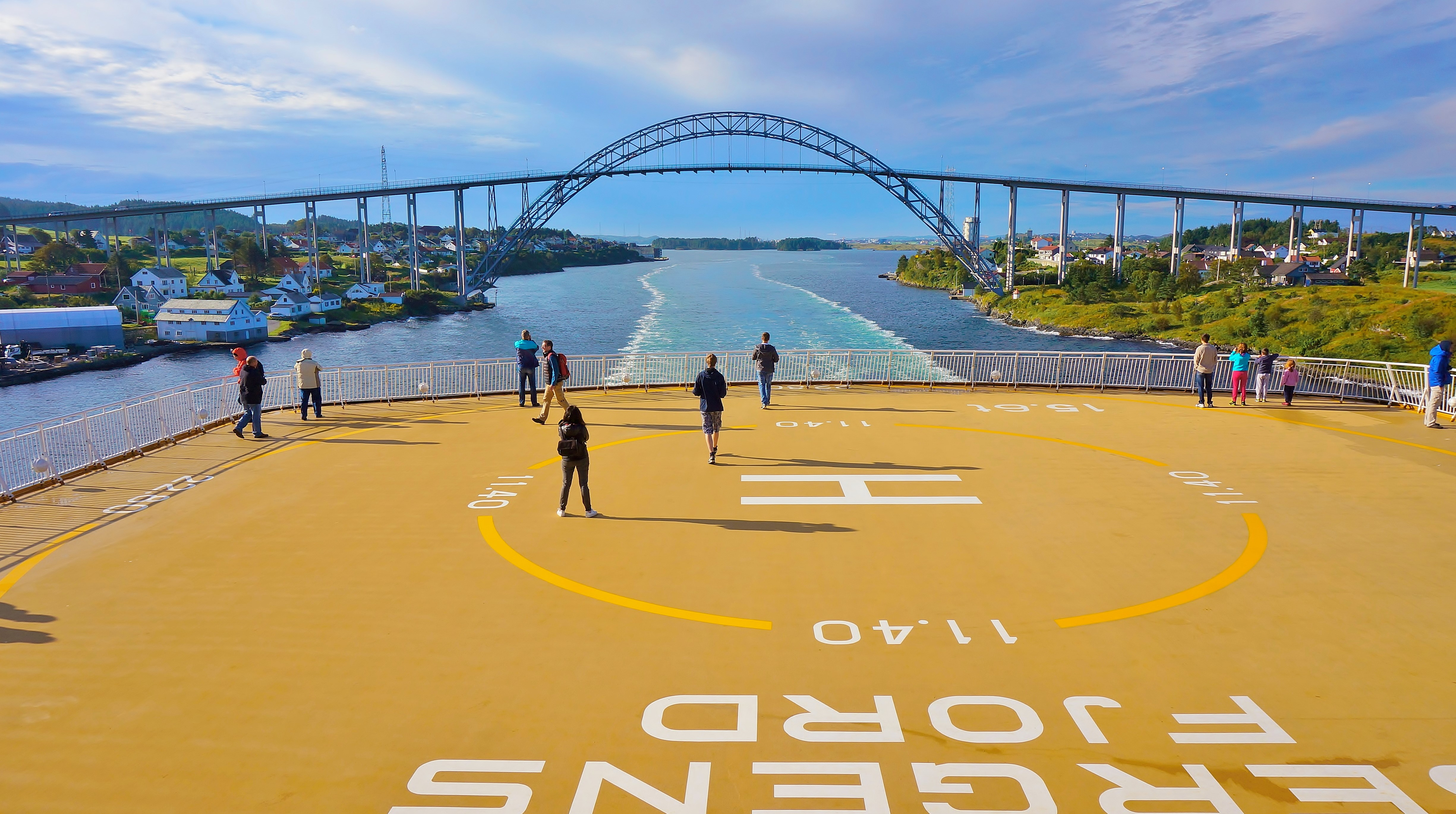
Karmsundský most v obci Karmøy
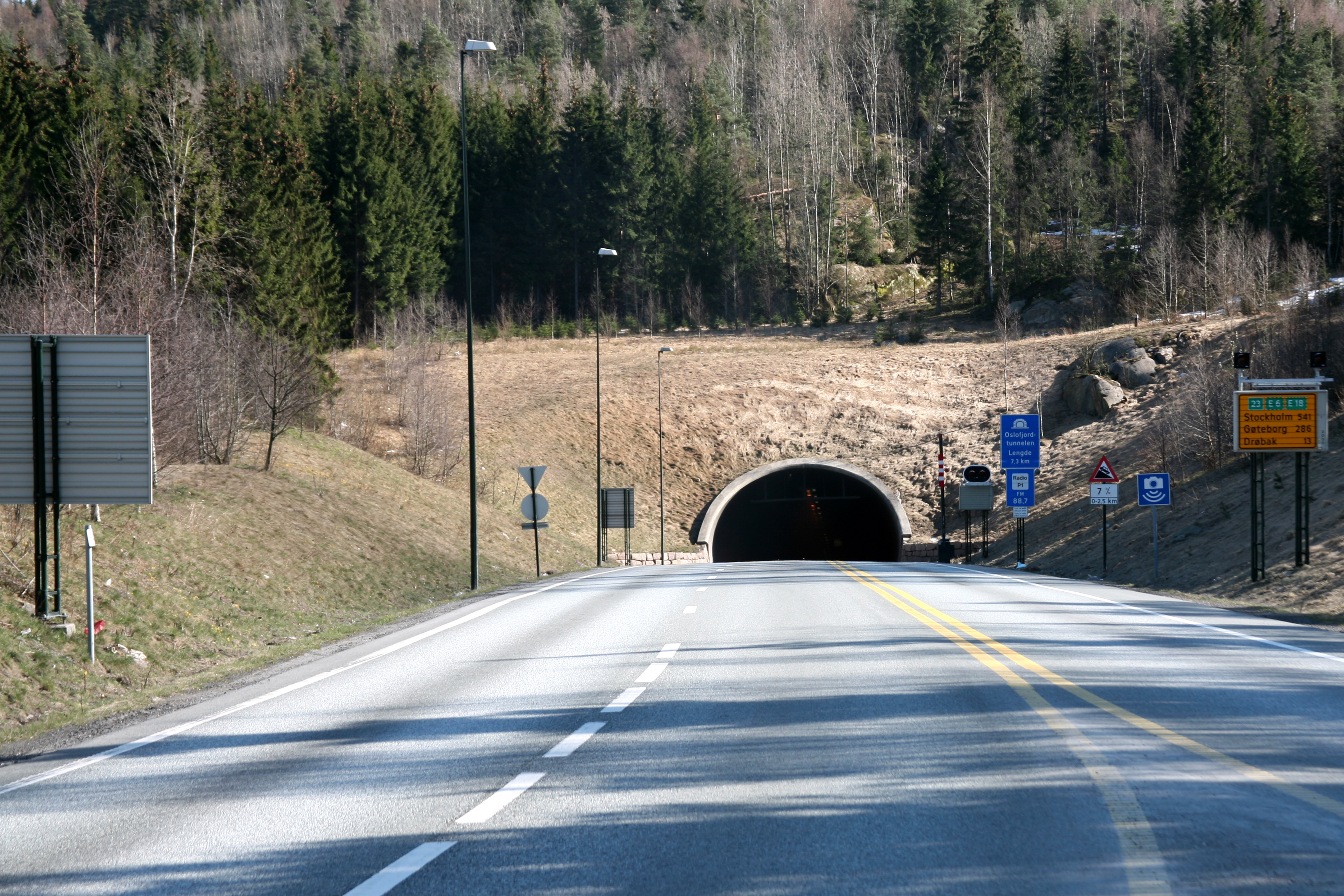
Západní portál Oslofjordského podmořského tunelu
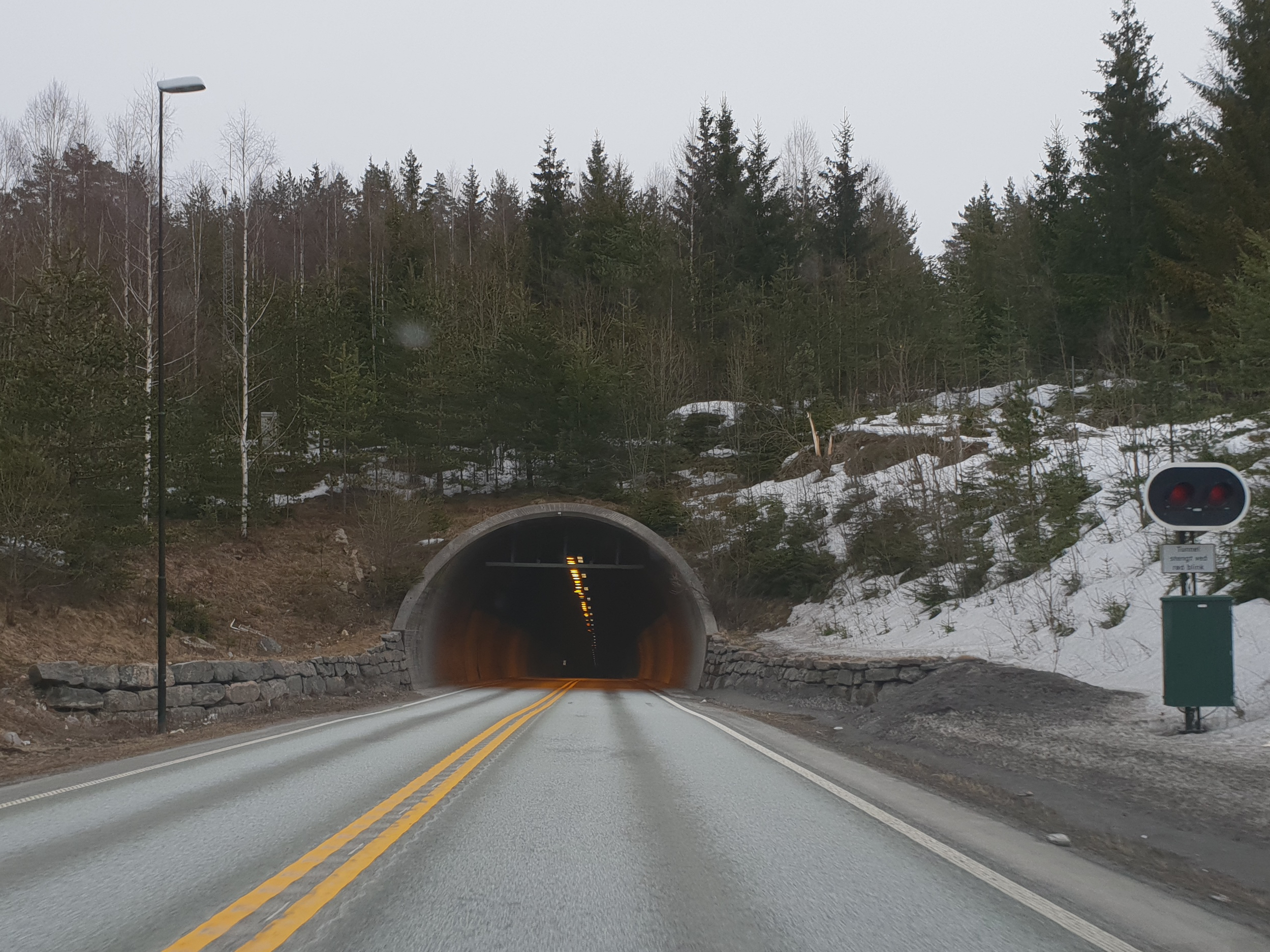
Portál Frognského tunelu